# Tranosema rostrale
Tranosema rostrale är en stekelart som först beskrevs av Carl Gustav Alexander Brischke 1880.  Tranosema rostrale ingår i släktet Tranosema och familjen brokparasitsteklar. Arten är reproducerande i Sverige.

## Underarter
Arten delas in i följande underarter:
- T. r. albula
- T. r. scaponigrum